# Орехова, Вера Андреевна
Ве́ра Андре́евна Оре́хова (19 июня 1907, Одесса, Российская империя — 28 июня 2007, Москва, Россия)— советский и российский художник.

## Биография
Родилась 19 июня  1907 в Одессе. Жена известного художника Валериана Турецкого, мать художника Марины Турецкой. Занятия искусством начала на декоративном отделении Московского техникума кустарной промышленности, где училась два года (1924—1926). Училась во ВХУТЕИНе на театральном отделении живописного факультета (1926—1930) у П. П. Кончаловского, И. М. Рабиновича, П. М. Кондратьева, В. Г. Сахновского.
Участник оформления карнавала к 10-летию Коминтерна (1929). Работала на проектно-оформительских работах: выставки, физкультурные парады, карнавалы, общественный интерьер (1933—1937). Заведующий постановочной частью Узбекского театра оперы и балета (1941—1943). По возвращении в Москву, работала над проектированием интерьеров павильонов Всесоюзной сельскохозяйственной выставки (1943—1954), работала в цехе эстампа (1958—1983). Умерла 28 июня 2007 года, всего через 9 дней после 100-летнего юбилея. Урна с прахом захоронена рядом с урной дочери в колумбарии на Ваганьковском кладбище в Москве.

## Работы находятся в собраниях
- ГМИП, Москва.
- Картинная галерея мемориального ансамбля В. И. Ленина, Шушенское.
- Музей изобразительного искусства и культуры Арктики, Тикси.
- Муниципальная картинная галерея города Красноармейск Московской области http://artgallery.krasno.ru/IMAGES/Grafics/Orehova%20V.htm

## Участие в выставках
- 1986 Москва: Персональная, МОСХ.
- 1982 Москва: Юбилейная выставка МОССХа.
- 1980 Москва: Московская зональная художественная выставка.
- 1975 Москва: «Женщины-художницы Москвы Всемирному конгрессу женщин».
- 1973 Персональная выставка эстампа в Художественном комбинате (50 листов).
- 1972 Вьетнам: «Борющемуся Вьетнаму».
- 1968 Зарубежные: Выставка советского эстампа.
- 1964 ГДР: Выставка советского эстампа.
- 1962 Москва: Юбилейная выставка МОССХа.
- 1958 Москва: Выставка этюдов художников секции декоративно-прикладного искусства.
- 1957 Москва: Третья выставка акварели московских художников.
- 1956 Москва: Московская акварель, акварельный пейзаж.
- 1933 Москва: Художественная выставка «15 лет РККА».

## Звания
- Член Союза художников России.